# 中央苏区第二次反围剿战争
，指1931年4月至5月，國民革命軍與中國工農紅軍發生的第二次大規模戰爭。

## 名稱
此次戰事名稱，中華民國方面稱其為「第二次江西剿共」或「第二次江西剿匪」，民間一般簡稱「第二次圍剿」；中華人民共和國方面稱其為「中央苏区第二次反围剿」或「中央革命根据地第二次反围剿」，民間一般簡稱「第二次反圍剿」；国际上一般称为（意思是「對江西蘇區的第二次围剿」）。

## 時代背景

### 國府方面
中央苏区第一次反围剿战争時，蔣中正本以為以10餘萬大軍，剿滅江西數萬紅軍必操勝算，所以他從南昌返回南京後，公佈《國民會議選舉法》及《政治犯大赦條例》等，發表《告國民書》，為召開國民會議及選舉總統一事作準備。未料1931年新年第一天即傳來江西剿共失利的噩秏：第18師師長張輝瓚兵敗被俘，公秉藩軍長第28師折損大半。蔣中正一面安撫譚道源、魯滌平等下屬；一面重新調集兵力，決定另派大員何應欽以湘鄂贛閩四省剿匪司令名義代理總司令職權，同時兼漢口、南昌兩行營主任，前往江西指揮四省圍剿部隊，全權負責指揮對中央蘇區的第二次圍剿。

### 中共方面
中央苏区第一次反围剿战争中，中共部隊在擊退國民政府的圍剿攻勢後，即轉入戰略進攻，向廣昌、寧都、永豐、樂安、南豐等縣境展開攻勢，擴大了中央蘇區的範圍。中共中央和周恩來對國民政府此次失敗後，必定會部署第二次圍剿的情勢，已經有所估計和瞭解。指示強化部署地方機關，打擊地方土豪，加強赤衛隊，鞏固蘇維埃政權等一系列工作，為迎擊國民政府的再次進攻作好準備。

## 參戰部隊

### 國民革命軍方面
1931年1月29日，國民政府撤換圍剿軍總司令鲁滌平，由軍政部長何應欽代理總司令職權，國民革命軍（以下簡稱國軍）參戰部隊如下：
- 陸軍方面：
  - 第六路軍總指揮朱紹良，下轄第5師（師長胡祖玉）、第8師（師長毛炳文）、第24師（師長許克祥）、第56師（師長劉和鼎）、新編第13師（師長路孝忱）。
  - 第九路軍總指揮魯滌平，下轄第18師（師長魯滌平）、第50師（師長譚道源）。
  - 第十九路軍總指揮蔣光鼐（後由蔡廷鍇代理總指揮），下轄第60師（師長蔡廷鍇）、第61師（師長戴戟）及第12師第34旅（旅長馬昆）。
- 空軍方面
  - 航空第一隊（隊長張有容）、第三隊（隊長劉芳秀，一作劉牧群）、第五隊（隊長田曦）計三個航空隊（飛機27架），隨時負責偵察、輔炸及協助圍剿部隊作戰。

以上為第一次圍剿原參戰的部隊，後增調鄂贛地區的第五路軍和魯西南的第廿六路軍（屬西北軍）入江西參戰。此外還另調3師3旅為預備隊，如下：
- 第五路軍總指揮王金鈺，下轄第28師（師長公秉藩）、第43師（師長郭華宗）、第47師（師長上官雲相）、第54師（師長郝夢齡）、第77師（師長羅霖）。
- 第廿六路軍總指揮孫連仲，下轄第25師（師長孫連仲）、第27師（師長高樹勳）、騎1師（師長關樹人）。
- 預備隊第49師（師長張貞）、第52師（師長韓德勤）、第55師（師長阮肇昌）、第4師國民革命軍第1旅（旅長湯恩伯）、新14旅（旅長周志群）、獨32旅（旅長劉夷）

以上總計共有20個師、4個獨立旅（其中8個師及2個獨立旅並未參戰），總兵力約20萬人。
作戰方針以殲滅贛南紅軍為目的，集中主力分別由閩西、贛北、贛西三面圍剿，一部由贛南協剿，以穩紮穩打，步步為營的原則，將中央蘇區嚴密封鎖，遂漸壓縮包圍圈，並斷絕蘇區一切物資來源，期許一舉殲滅。

### 中國工農紅軍方面
1931年3月17日，红一方面军开始备战，实施坚壁清野，主力转移至宁都、瑞金地区。此时的红军主力未及休整和补充，全员仅3万余人。

## 经过

### 双方前期的行动
4月1日，国民革命军开始行动，各路每日仅行进不到10公里，以防红军的穿插迂回。4月23日，进到江背洞、龙冈、富田、水南、严坊、招携、界上、横石、广昌一线，并对占领区实施大规模破坏，以毁灭红军的经济基础。
4月，江西新淦為中國工農紅軍所陷。面对这一形势，4月17日，担任中央苏区最高领导机构苏区中央局代理书记的项英，在苏区中央局第一次会议中提议中央红军应该远走四川，并得到了王明派出的“三人代表团”（任弼时、王稼祥、顾作霖）的支持，而毛泽东、朱德、叶剑英、谭震林等人则认为应该采取“诱敌深入”的战术，寻机击败敌人。双方一度争执不下。次日，毛泽东请来红军各部队领导20余人出席会议，迫使项英采纳其观点，决定以五路军为目标，对围剿军实施横扫。
会后，红军主力转移至东固一带休整，寻机出击。为寻找机会，红军主力冒着被发现合围的危险，在此地区待机二十五天。

### 双方的决战
5月10日，在巩固了占领区后，国民革命军各部再次出发，深入中央苏区腹地。5月13日，五路军第28师和第47师一个旅，离开富田向东固推进，5月15日，朱德和毛泽东作出部署，命令红三军团和红三十五军为左路、红三军（缺红七师）为中路、红四军（加强了红六十四师）、红十二军（缺红三十五师）为右路分割包围此路部队，并且命令红七师和红三十五师阻击十九路军，其余可能出现的援军，由地方武装负责迟滞。
5月16日，第28师和第47师一个旅在中洞遭到红军中路军和右路军的突然袭击，很快溃散。当夜，红军左路军攻占富田，红十二军开始进攻第43师，该师连夜逃走。5月19日，追击的红军部队在白沙追上第43师以及中洞残军，将其击溃，红十二军于当日乘胜进攻第54师，该师与白沙残军逃往永丰，十九路军因战情不明，亦于同日撤回赣州。
5月21日，红军前锋在追击过程中接触第27师81旅，旋即展开进攻，将该旅大部歼灭。当晚，在取得一系列胜利之后，项英决定将军事指挥权完全交给以毛泽东为首的红一方面军总前委。5月27日，红军攻占广昌，歼灭第5师4个团，击毙其师长胡祖玉。5月31日，红军主力攻占建宁，歼灭第56师3个团。
至此，第二次战役以红军的完全胜利告终，据红军战报，国民革命军在战斗中损失超过3万人。

## 後果
此次战争的胜利，使得中国共产黨进一步扩大了中央苏区的范围，其势力从江西南部伸展入福建西部。毛泽东也又一次证实了自己的军事才能，更加稳固了在红军中的领导地位。
在此次战争失败后，蒋中正认识到无法依靠其他派系的武装消灭中国共产党部队，加之各地军阀反对中央政府的敌对行动渐渐平息，蒋中正开始抽调其最精锐的嫡系部队开赴剿共战场。

## 相關作品
1931年夏季，中共在中央苏区第二次反围剿战争獲勝後，毛澤東興奮地填詞《漁家傲‧反第二次大「圍剿」》。
|                                       | 白云山头云欲立，白云山下呼声急，枯木朽株齐努力。枪林逼，飞将军自重霄入。 七百里驱十五日，赣水苍茫闽山碧，横扫千军如卷席。有人泣，为营步步嗟何及！ |
| ——毛泽东，《渔家傲·反第二次大“围剿”》 | |